# Sorry (canção de Justin Bieber)
"Sorry" é  canção do cantor canadense Justin Bieber, gravado para seu quarto álbum, Purpose (2015). Foi composta pelo cantor junto com Julia Michaels, Justin Tranter, Sonny Moore (Skrillex) e Michael Tucker (BloodPop, então conhecido como Blood Diamonds), tendo sido produzida por estes dois últimos. "Sorry" foi lançada em 22 de outubro de 2015 como segundo single do álbum. 
A canção foi enorme um sucesso nas paradas musicais, tendo liderado as contagens de sucessos de treze países e alcançado o estatuto de múltipla Platina em mais de uma dezena de países, incluindo os EUA e o Reino Unido, e alcançando a certificação de Diamante na França, na Polônia e no México.  No Brasil, obteve a certificação de óctuplo Diamante. Apenas em 2016, tornou-se um dos singles com mais downloads legais efetuados a nível global, ultrapassando os dez milhões de unidades. Nas paradas de fim de ano, "Sorry" ficou em 10.º lugar em 2015 e 16.º lugar em 2016 no Reino Unido, tendo alcançado também a vice-liderança da contagem anual da Billboard Hot 100 de 2016 - ficando atrás do seguinte single de Bieber, "Love Yourself" - e a liderança da contagem anual de 2016 na Argentina e do Canadá. Nas contagens referentes a toda a década de 2010, "Sorry" ficou em 9.º posto no Reino Unido, no 48.º nos EUA e no 45.º na Austrália.
Em 2016, o videoclipe de "Sorry" - no qual Bieber não aparece e que é protagonizado pela crew feminina neozelandesa ReQuest Dance Crew e dirigido e coreografado por Parris Goebel, que também marca presença no vídeo como dançarina - recebeu o American Music Award inaugural de Videoclipe do Ano. No mesmo ano, foi-lhe atribuído um MTV Video Music Award Japan, na categoria de Melhor Videoclipe de Um Artista Masculino Internacional. Em 2016, o videoclipe de "Sorry" foi igualmente indicado para os MTV Video Music Awards de Vídeo do Ano e Melhor Vídeo de Pop. Como canção, em 2016 "Sorry" venceu o MTV Europe Music Award para Melhor Canção, um Teen Choice Award na categoria de Single Preferido: Artista Masculino e o Telehit Award (México) para Canção do Ano. Em 2017, a canção foi uma das galardoadas com um ASCAP Award na categoria de Canções Pop

## Faixas e formatos
| Download digital |         |         |  |
| N.º              | Título  | Duração |  |
| 1.               | "Sorry" | 3:20    |  |

## Certificações
| País (Empresa)             | Certificação                    |
| -------------------------- | ------------------------------- |
| Alemanha (BVMI)            | 3× Ouro                         |
| Austrália (ARIA)           | 13× Platina                     |
| Bélgica (BEA)              | 2× Platina                      |
| Brasil (ABPD)              | 8× Diamante                     |
| Canadá (Music Canada)      | 7× Platina                      |
| Dinamarca (IFPI Dinamarca) | 5× Platina                      |
| Espanha (PROMUSICAE)       | 6× Platina                      |
| Estados Unidos (RIAA)      | 11× Platina                     |
| França (SNEP)              | Diamante                        |
| Itália (FIMI)              | 6× Platina                      |
| Japão (RIAJ)               | Ouro                            |
| Japão (RIAJ) - Japão       | Platina                         |
| México (AMPROFON)          | Diamante + 4× Platina + 3× Ouro |
| Noruega (IFPI Noruega)     | 5× Platina                      |
| Nova Zelândia (RMNZ)       | 5× Platina                      |
| Polónia (ZPAV)             | Diamante                        |
| Portugal (AFP)             | 3× Platina                      |
| Reino Unido (BPI)          | 5× Platina                      |
| Suécia (GLF)               | 8× Platina                      |